# Adriaan Poirters

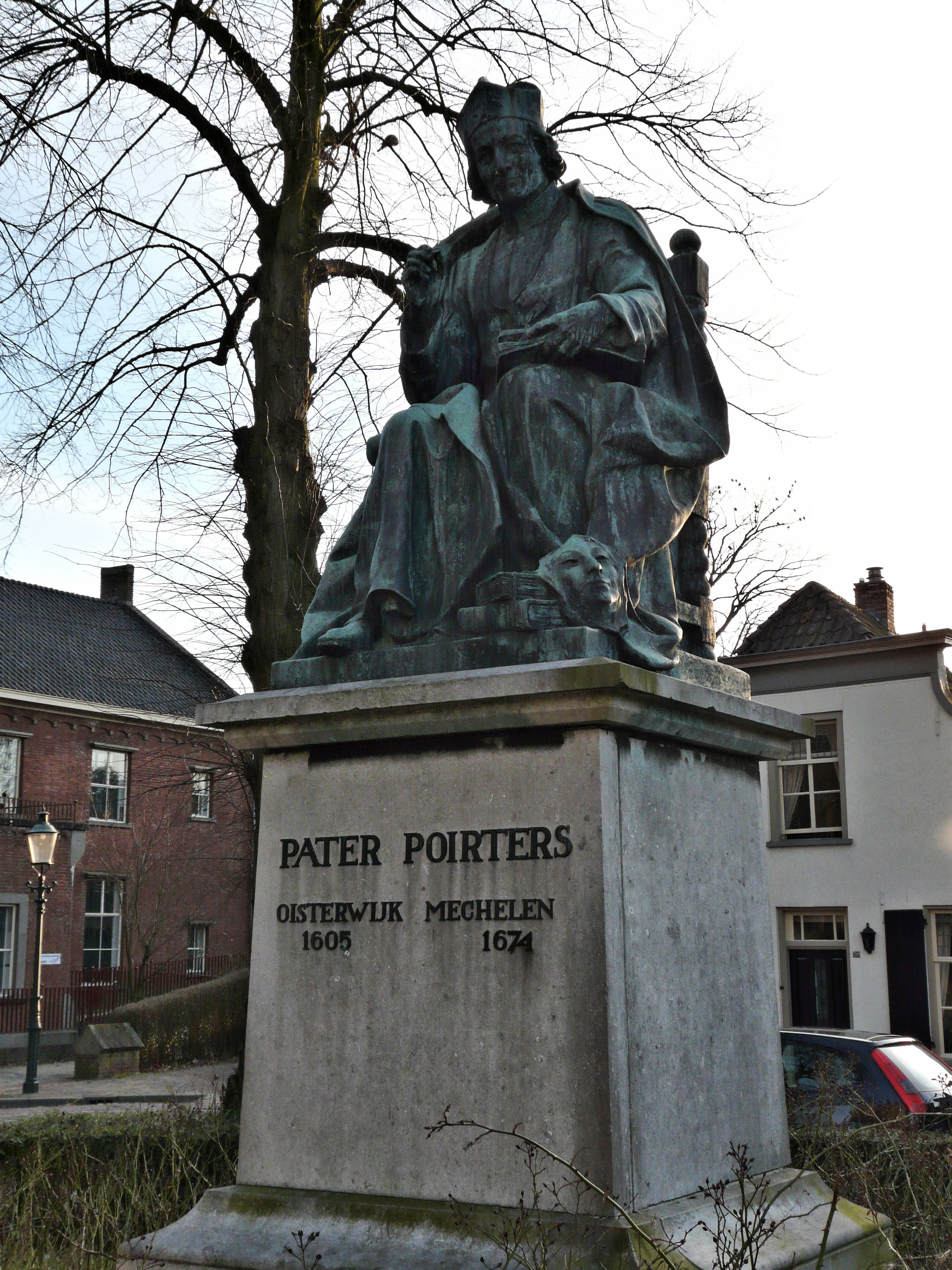
Standbeeld van Adriaan Poirters

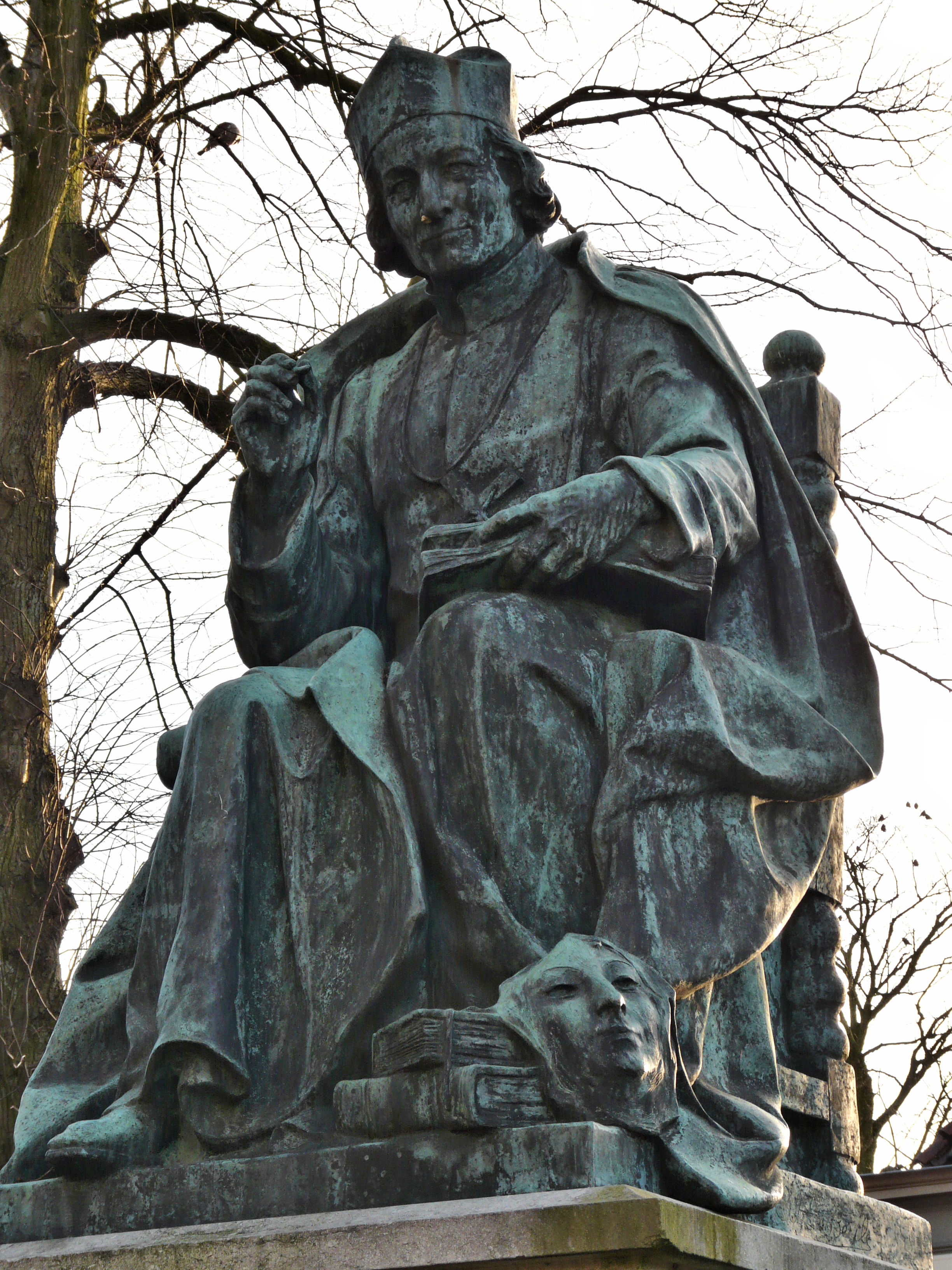
Adriaan Poirters

Adriaan Poirters (Oisterwijk, 2 november 1605 (doopdatum) - Mechelen, 4 juli 1674) was een Brabants jezuïet, contrareformatorisch dichter en prozaschrijver.

## Levensloop
Adriaan Poirters werd op 2 november 1605 gedoopt in de Sint-Petrus'-Bandenkerk in Oisterwijk. Hij was een herbergierszoon van een herberg aan de kerk in Oisterwijk, De Ploeg genoemd. In 1618 of 1619 begon hij met een studie Latijn aan het jezuïetencollege in 's-Hertogenbosch, zette vervolgens zijn studie verder aan het jezuïetencollege van Marchiennes en ging dan naar Leuven, waar hij de studies filosofie en theologie volgde. In 1638 werd hij tot priester gewijd, waarbij hij belast werd met de zielzorg te Duinkerken om later prefect der studiën te Roermond en daarna te Mechelen te worden. 
Poirters was daarna actief als leraar, geestelijke en schrijver van gedichten die vaak een moraliserende inhoud hadden. Als zodanig wordt hij wel gezien als de katholieke tegenhanger van Jacob Cats. Het bekendste werk van Poirters is Het Masker van de Wereldt, in 1646 te Antwerpen uitgegeven, en sindsdien meer dan zestig keer herdrukt. Adriaan Poirters staat bekend als een groot voorvechter van de contrareformatie. Hij overleed op 4 juli 1674 in Mechelen, mogelijk aan de gevolgen van de pest.

## Naleven
Op initiatief van kapelaan Anton Huijbers werd in 1926 in Oisterwijk een standbeeld van Adriaan Poirters geplaatst. Het bronzen beeld, dat is vervaardigd door Aloïs de Beule, werd in 1926 op het Marktplein geplaatst. Tegenwoordig is het te vinden op het Kerkplein, tegenover de Sint-Petrus'-Bandenkerk.
In september 1934 werd in Eindhoven door onder anderen Henri de Greeve een naar Poirters genoemde katholieke uitgeverij gesticht, het Poirtersfonds genaamd, eigenlijk een boekenclub. Het Poirtersfonds werd in de oorlog opgeheven.

## Werken
- Ydelheyt des werelts (1644)
- Het masker van de wereldt afgetrocken (1646)
- Den alderheylighsten naem (1647)
- Het pelgrimken van Kevelaer (1655)
- Het duyfken in de steen-rotse (1657)
- Het leven van de H. Maeghet Rosalia (1658)
- Het heylich herte (1659)
- Nieuwe afbeeldinghe van de vier uytersten (1662)
- Het leven van den H. Franciscus de Borgia (1671)
- Den spieghel van Philagie (1674)
- Heylich hof van den keyzer Theodosius (1696)

Bekende gezegden van Adriaan Poirters zoals:
Ieder huisken heeft zijn kruisken
en:
Hij heeft een aardje naar zijn vâartjen
zijn ook tegenwoordig nog in gebruik.